# ファンハウス/惨劇の館
『ファンハウス/惨劇の館』（The Funhouse）は、1981年のアメリカ映画。トビー・フーパー監督のホラームービー。

## ストーリー
4人の若い男女はとある田舎町のカーニバルを訪れ、そこのお化け屋敷ファンハウスに入る。だが、その中で4人は偶然マスクを被った男が女を殺害する場面を目撃してしまい、ファンハウスからの脱出を試みるが出口が見つからずにいた。

## キャスト
※括弧内は日本語吹替
- エイミー・ハーパー - エリザベス・ベリッジ（鷹森淑乃）
- バズ・ドーソン - クーパー・ハッカビー（大塚芳忠）
- リッチー・アタベリー - マイルズ・チャピン（堀内賢雄）
- リズ・ダンカン - ラルゴ・ウッドラフ（岡本麻弥）
- ジョーイ・ハーパー - ショーン・カーソン（伊倉一恵）
- 客引き - ケヴィン・コンウェイ（加藤正之）
- エイミーの父 - ジャック・マクダーモット（塚田正昭）
- エイミーの母 - ジーン・オースティン（火野カチコ）

## スタッフ
- 監督：トビー・フーパー
- 製作総指揮：メイス・ニューフェルド、マーク・L・レスター
- 製作：デレク・パワー、スティーヴン・バーンハート
- 脚本：ラリー・ブロック（英語版）
- 撮影：アンドリュー・ラズロ
- 美術：モートン・ラビノウィッツ
- 音楽：ジョン・ビール
- 編集：ジャック・ホフストラ
- 特殊メイク：リック・ベイカー